# Martin Gotthard Oberländer
Martin Gotthard Oberländer (* 7. Mai 1801 in Langenbernsdorf; † 16. Mai 1868 in Dresden) war ein deutscher Jurist und Politiker. Er war Abgeordneter im Sächsischen Landtag und 1848/49 sächsischer Innenminister.

Martin Gotthard Oberländer

## Leben
Der Sohn des Bauers, laut anderer Quellen Müllers und Gerichtsschöppen Martin Gotthard Oberländer und seiner Ehefrau Johanne Sophie geb. Hiller in Langenbernsdorf besuchte ab seinem 7. Lebensjahr die Schule in der benachbarten Kleinstadt Werdau. Da seine Schulbildung in die Zeit der Napoleonischen Kriege und der Teuerung fiel, musste er als Junge diverse Einquartierungen und nahrungslose Zeiten erleben. Mit Eifer widmete er sich bereits des Erlernens der alten und französischen Sprachen, als er von seinen Eltern auf das Gymnasium in Altenburg geschickt wurde. Ab 1820 studierte er an der Universität Leipzig, wo er in den Verdacht kam, ein Burschenschafter zu sein, die Rechtswissenschaften. Nach seinem bestandenen Fakultätsexamen ging er in die westsächsische Stadt Zwickau, wo er ab Oktober 1825 verschiedene Gerichts- und Verwaltungsaufgaben übernahm. Zunächst war er als unbesoldeter Rats- und Polizeiaktuar tätig, erhielt aber bereits 1826 die Zulassung als Advokat. Gleichzeitig wurde er Ausschussmitglied im Zwickauer Armenunterstützungsverein Verein zur Rat und Tat.
Oberländer war seit dem 20. Oktober 1831 mit Caroline Charlotte Schumann aus Zwickau verheiratet. Ihr gemeinsamer Sohn Felix Martin Oberländer war ein bedeutender Mediziner und Urologe.
Als 1832 die Sächsische Städteordnung eingeführt wurde, wurde er als Gerichtsaktuar und Vizestadtrichter in Zwickau angestellt und gleichzeitig zu einem Stadtverordneten und Vorsitzenden des Stadtverordnetenkollegiums bestellt. Im Januar 1835 wurde er zu einem besoldeten Mitglied im Zwickauer Stadtrat ernannt.
Als stellvertretender Abgeordneter des 15. städtischen Wahlbezirks war er bereits auf den Landtagen 1836/37 und 1839/40 vertreten; von 1842 bis 1847 war er regulärer Abgeordneter des Wahlkreises in der II. Kammer des Sächsischen Landtags, wo er zu einem der führenden Politiker der linken Opposition wurde. Sein Zeitgenosse Bernhard Hirschel charakterisierte ihn als das „ideale […] Princip des Liberalismus“. Weiter sei er „der eigenthümliche deutsche Typus eines Volksvertreters streng konstitutionell, spekulativ, gemüthlich, immer voll Vertrauen bei aller Erkenntniß der entgegenstehenden Bedingungen, daher auch der gerade Gegensatz eines Diplomaten, grundehrlich und aufrichtig, schwärmend für die Freiheit, voll glühender Liebe für das engbegrenzte Vaterland, aber in diesen nur eine Theil des großen „einigen“ Ganzen erblickend“. Er selbst schilderte um 1845 sein Wesen und Wirken folgendermaßen: „Mein Inneres ist erwärmt von der Liebe für Freiheit, Recht und Vaterland; das liberale System, welches so innig mit der Christlichen Sittenlehre des Christenthums übereinstimmt, und die Grundsätze des vernünftigen Rechts wurzeln tief in meinem Herzen. So lange ich daher von meinen Mitbürgern zu ihrem Vertreter bei dem Landtage berufen bin, werde ich von den bisher bethätigten Grundsätzen auch nicht um ein Haar weichen, denn so fern ich auch von aller Ruhmbegierde bin, so besitze ich doch einen Ehrgeiz, den nämlich, unter den ächten und edeln Volksmännern kein unwürdiger Kampfgenosse zu sein, und in dem Wenigen, was mir mit Gottes Beistand zu thun vergönnt ist, in dem Gedächtnis der Guten, namentlich aber der wahren Vaterlands- und Verfassungsfreunde fortzuleben“.
Im Laufe der Märzrevolution wurde er am 25. März 1848 als Innenminister in das liberale Kabinett unter Führung von Karl Alexander Hermann Braun berufen. Wichtiges Ziel seiner Ministertätigkeit war, die allgemeine radikale Politisierung im Königreich Sachsen insbesondere durch Lösung der brisanten gewerblichen und sozialen Situation zu lösen. Nachdem am 20. Mai 1848 Louise Otto in der „Leipziger Arbeiter-Zeitung“ ihre „Adresse eines Mädchens an den hochverehrten Minister Oberländer, an die von ihm berufene Arbeiterkommission und an alle Arbeiter“ veröffentlicht hatte,  wurde sie von ihm und Finanzminister Robert Georgi zu einem persönlichen Gespräch gebeten, in dem sie Vorschläge zur Lösung der Fragen der Arbeitsorganisation von Frauen erbringen sollte. Ein weiterer Aspekt war die Liberalisierung des sächsischen Wahlrechts, die schließlich am 15. November 1848 mit dem Provisorischen Wahlgesetz erreicht wurde.
Von dem Reichsverweser Erzherzog Johann von Österreich wurde er im August 1848 zusätzlich zu seinem sächsischen Ministeramt zum Reichskommissar für die Reußischen Gebiete ernannt.
Als Vertreter des 73., 74. und 75. Wahlbezirkes war er auf dem Anfang des Jahres 1849 tagenden Landtag Abgeordneter der I. Sächsischen Kammer. Nachdem das Kabinett Braun im Streit mit den Landtagskammern im Februar 1849 zurückgetreten war, wirkte er bis zu seinem Tod als Geheimer Regierungsrat weiterhin im Innenministerium und als Vorsitzender der Königlichen Immobiliarbrandkassen-Versicherung in Dresden, deren Ausbau zu einer obligatorischen staatlichen Versicherungsanstalt er leitete. Sein dortiges Wirken brachte ihm von der Sächsischen Constitutionellen Zeitung 1857 den Vorwurf ein, eine „socialistische Weltanschauung“ zu vertreten und „den Staat zu einem allgemeinen Assecuranz-Institut erheben“ zu wollen.
Einer seiner Enkel war William Oberländer.

## Ehrungen
Für sein langjähriges politisches Wirken in der Stadt Zwickau wurde er dort 1868 zum Ehrenbürger ernannt.

## Werke
- Die Feuerversicherungsanstalten vor der Ständeversammlung des Königreichs Sachsen: ein Beitrag zur Feuerversicherungsgesetzgebung in ihrer volkswirthschaftlichen Bedeutung, Leipzig 1857